# Arquipélago Gulag
Архипелаг ГУЛАГ (Brasil: Arquipélago Gulag / Portugal: Arquipélago de Gulag) é uma obra de Alexander Soljenítsin. É provavelmente a mais forte e certamente a mais influente obra sobre como funcionavam os gulags (campos de concentração e de trabalho forçado na antiga União Soviética) nos tempos de Josef Stálin.
| “ | Dedico este livro a todos quantos a vida não chegou para o relatar. Que eles me perdoem não ter visto tudo, não ter recordado tudo, não me ter apercebido de tudo. | ” |

Escrito por Alexander Soljenítsin, o livro de cerca de 600 páginas é uma narrativa sobre fatos que foram presenciados pelo autor, prisioneiro durante onze anos, em Kolima, num dos campos do arquipélago, e por duzentas e trinta e sete pessoas, que confiaram as suas cartas e relatos ao autor.
| “ | Kolima era a maior e a mais célebre ilha, o pólo de ferocidade desse assombroso Arquipélago de GULAG, desgarrado pela geografia num arquipélago, mas psicologicamente ligado ao continente, a esse quase invisível, quase intangível país habitado pelo povo zek. | ” |

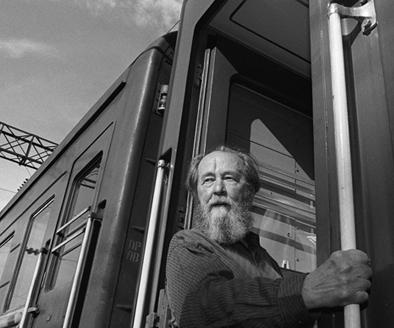
Aleksandr Solzhenitsyn em Vladivostok no verão de 1994.

Escrito entre 1958 a 1967, a obra foi publicada no ocidente no ano de 1973 e circulou clandestinamente na União Soviética, numa versão minúscula, escondida, até à sua publicação oficial no ano de 1989.
"GULag" é um acrônimo em russo para o termo: "Direção Principal (ou Administração) dos Campos de Trabalho Corretivo" ("Glavnoye Upravleniye Ispravitelno-trudovykh Lagerey"), um nome burocrático para este sistema de campos de concentração.
O título original em russo do livro era "Arkhipelag GULag". A palavra arquipélago relaciona-se ao sistema de campos de trabalho forçado espalhados por toda a União Soviética como uma vasta corrente de ilhas, conhecidas apenas por quem fosse destinado a visitá-las.

## Ligações Externas
- Museu online do Gulag
- Arquipélago Gulag - Texto Original (htm)